# Der Hirsch mit dem goldenen Geweih
Der Hirsch mit dem goldenen Geweih (Originaltitel: russisch Золотые рога, Solotyje roga; Das goldene Geweih) ist ein sowjetischer Märchenfilm von Alexander Rou aus dem Jahr 1973.

## Handlung
Im Wald lebt ein prächtiger Hirsch mit einem goldenen Geweih, der die Armen und Schwachen beschützt, dem Bösen aber lieber aus dem Weg geht. Im Dörfchen nahe dem Wald wohnt die Witwe Jewdokija mit ihren Zwillingen Maschenka und Daschenka, deren großen Bruder Kirjuschka und dem uralten Großvater. Eines Tages sehen die Zwillinge beim Pilzesuchen den Hirsch, als dieser von Räubern gejagt wird. Kurze Zeit später entscheiden sich die beiden, trotz Verbotes ihrer Mutter, zum Birkenwäldchen am Sumpf zu gehen, um noch mehr Pilze zu finden. Von Waldgeistern werden sie noch tiefer in den Wald gelockt, bis sie den riesigen „Königspilz“ finden und pflücken möchten. Die Hexe Baba Jaga erfährt davon und ist erbost über ihr Verhalten. Sie verwandelt sie mit dem Zauberspruch „Kellerassel, Fliegendreck – was mich ärgert, das muss weg. Eins und Zwei und Drei und Viere – ich verwandle euch in Tiere“ in Rehkitze.
Die besorgte Witwe begibt sich nun mit ihrem Hund auf die Suche nach ihren Töchtern. Unterwegs trifft sie den „Hirsch mit dem goldenen Geweih“ und rettet ihn vor den Räubern, indem sie diese in eine falsche Richtung schickt. Aus Dankbarkeit schenkt ihr der Hirsch einen magischen Ring und empfiehlt ihr bis zur „Roten Sonne“ zu gehen, um ihre Töchter zu finden. Kirjuschka entschließt sich unterdessen, mit dem Kater Waskia, auf eigene Faust seine Schwestern zu suchen. Als die Mutter zur „Roten Sonne“ kommt, sendet diese sie zu ihrem kleinen Bruder, dem „Klaren Mond“, aber auch dieser kann ihr nicht helfen und schickt sie zum „Wirbelwind“, der alles sieht und alles weiß. Derweil genießt die Räuberbande eine deftige Feier. Der Wind weiß, dass sich ihre Töchter im Reich der Baba Jaga aufhalten. Die Hexe sieht Jewdokija schon aus der Ferne kommen und entfacht einen Waldbrand, aber der Ring schützt die Mutter. Des Nachts dann begibt sich Baba Jaga, getarnt durch eine Tarnkappe, mit ihrem wandelnden „Hexenhäuschen auf Hühnerbeinen“ auf die Jagd. Sie trifft auf Kirjuschka, den sie in einen Ziegenbock verwandelt, doch Waskia kann fliehen und findet Jewdokija, die er zur Hexe führt. Die beiden Frauen kämpfen miteinander. Jewdokija holt ein wenig „russische Erde“ aus einem Säckchen, das ihr mitgegeben wurde und verwandelt sich mit den Worten „Heimaterde, errette uns!“ in eine „Walküre“. Sie entscheidet den Zwist für sich und kann den Bann der Hexe brechen sowie ihre Kinder befreien. Die Bewohner des Waldes vertreiben die Räuber. Baba Jaga wird mitsamt ihrem Hexenhäuschen in den Sumpf getrieben. Zu guter Letzt feiern die Tiere des Waldes ein Fest.

## Hintergrund
Der Hirsch mit dem goldenen Geweih entstand 1971 und wurde am 1. Januar 1973 in der Sowjetunion veröffentlicht. Am 21. Dezember 1973 lief der Film in den Kinos der DDR an und am 21. Dezember 1974 wurde er erstmals auf DDR 1 im Fernsehen der DDR gezeigt. 1995 erschien er auf Video.
Die russischsprachige Originalfassung beginnt mit dem Gesang eines Frauenchores. Diese etwa vierminütige Szene wurde für die deutschsprachige Version herausgeschnitten. Die Melodie des Liedes ist später noch einmal zu hören, kurz bevor sich Kirjuschka auf den Weg in den Wald macht.

## Synchronisation
Die Synchronisation entstand 1973 im DEFA-Studio für Synchronisation. Den Dialog schrieb Günther Neubert, die Regie übernahm Barbara Gambke.
| Darsteller            | Rolle                 | deutscher Sprecher      |
| --------------------- | --------------------- | ----------------------- |
| Georgi Milljar        | Baba Jaga             | Heinz Hartmann          |
| Raissa Rjasanowa      | Jewdokija             | Petra Kelling           |
| Wolodja Below         | Kirjuschka            | Johannes                |
| Ira Tschigrinowa      | Maschenka             | Beate                   |
| Lena Tschigrinowa     | Daschenka             | Petra                   |
| Lew Potjomkin         | Sumpfgeist            |                         |
| Alexej Smirnow        | Kapitonytsch          | Maximilian Larsen       |
| Juri Chartschenko     | Chochrik              | Werner Lierck           |
| Alexander Gorbatschow | Ljap                  | Dietmar Richter-Reinick |
| Iwan Baida            | Tjap                  | Viktor Deiß             |
| Wera Altaiskaja       | Köchin Kikimora       | Ingeborg Krabbe         |
| Alexander Tkatschenko | Rote Sonne            | Werner Senftleben       |
| Walentin Brylejew     | Klarer Mond           |                         |
| Alexander Chwylja     | Wirbel Wind           | Horst Preusker          |
| Michail Pugowkin      | Räuberhauptmann       | Helmut Müller-Lankow    |
| Anastassija Sujewa    | Märchenerzählerin     | Ruth Kommerell          |
| Boris Sichkin         | Pusteblume            | Klaus Mertens           |
| –                     | Stimme Kolobok        | Angelika Lietzke        |
| –                     | Stimme Stachelschwein | Carmen-Maja Antoni      |
| –                     | Stimme Hund           | Joachim Konrad          |
| –                     | Stimme Hirsch         | Peter Borgelt           |

## Kritiken
„Heiterer Märchenfilm, der ins Reich der Kobolde, Hexen und Gespenster führt. Beim Pilzesammeln verirren sich Zwillinge in den Wald, wo die Hexe Baba-Jaga Böses mit ihnen im Sinn hat.“